# 李光昆
李光昆（韓語：리광곤）是朝鲜民主主义人民共和国的政治家。原朝鲜民主主义人民共和国中央银行行长、最高人民会议代议员。

## 生平
2008年，李光昆出任朝鲜民主主义人民共和国中央银行行长。2009年3月9日，李光昆当选最高人民会议第12期代议员。同年4月9日再度出任朝鲜民主主义人民共和国中央银行行长。2012年3月卸任。